# پارک ملی ناهوئل هوآپی
پارک ملی ناهوئل هوآپی (به اسپانیایی: Parque nacional Nahuel Huapi) یک پارک ملی در آرژانتین است که در استان ریو نگرو، آرژانتین واقع شده‌است.